# Futoshiki

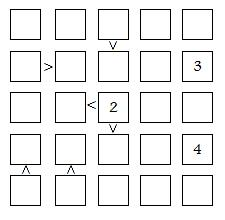
Un esempio di Futoshiki...

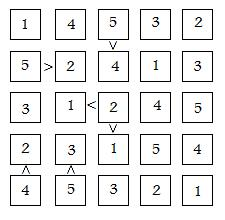
... e la sua soluzione

Futoshiki (不等式 futōshiki) è un gioco matematico giapponese. Il suo nome significa disuguaglianza. Alcune volte ci si riferisce ad esso con il nome di "hutosiki" (secondo il sistema di romanizzazione Kunrei)

## Regole del gioco
Il gioco si pratica su una griglia quadrata composta da 25 caselle (5×5). Talvolta ne ha 36 (6×6) o 49 (7×7).
L'obiettivo del gioco consiste nel completare con tutti i numeri da 1 a 5 l'intera griglia. Vanno rispettate le seguenti due condizioni:
1. Lungo ogni riga e lungo ogni colonna non vi devono essere ripetizioni di alcuna cifra.
2. Qualora tra due caselle fosse indicato un simbolo di disuguaglianza anch'esso deve essere rispettato nell'inserimento della cifra esatta.

Il gioco si conclude al completamento dell'intera griglia.